# 기장 아이봉수대
기장 아이봉수대(機張 阿爾烽燧臺)는 부산광역시 기장군 장안읍에 있는 봉수대이다. 1995년 12월 15일 부산광역시의 기념물 제38호로 지정되었다.

## 현지 안내문
봉수대는 횃불과 연기를 이용하여 급한 소식을 전하던 옛날의 통신수단을 말하며, 높은 산에 올라가서 불을 피워 낮에는 연기로 밤에는 불빛으로 신호를 보냈다.
이 유적은 서생포 방면의 군사 정보를 중앙으로 알 리는 옛 통신시설의 하나로 낮에는 연기, 밤에는 불빛으로 신호하되 일정하게 조직된 봉수망을 따라 전달되었다.
불빛과 연기의 숫자에 따라 위급한 정도가 정해져 있었고 비나 궂은 날씨로 신호가 불가능하면 봉수대를 지키던 군사가 뛰어가서 다음 봉수대에 알렸다.
전국의 봉수망은 크게 다섯갈래의 원봉이 있고, 원봉에 전달되는 간봉이 있었는데 간봉은 주요 봉수망으로 각처의 군사정보를 알 리는 곳이었다. 경상도 지역에는 원봉 34개소에 90개의 간봉이 있는데, 이중하나가 바로 이곳이다.
경주지역을 거쳐 중앙으로 연결되었다. 봉수망은 고려시대에 정비되고 조선 세종때에 완비되었는데 이곳도 세종때 봉화대를 만들던 규치과 일치하고 있다.
중앙의 봉돈은 높이 2.4m, 지름 9m의 돌로 쌓은 것으로 그 바깥으로 높이 1.5m, 너비 1.5m, 지름 30m쯤의 돌로쌓은 담장과 지름 40m쯤의 담장이 바깥과 구분하여 나타내고 있다. 각처에 남아있는 봉수대들 가운데 비교적 원래의 모습을 잘 알 수 있는 것 중 하나이다.

## 참고 문헌
- 이 문서에는 다음커뮤니케이션(현 카카오)에서 GFDL 또는 CC-SA 라이선스로 배포한 글로벌 세계대백과사전의 내용을 기초로 작성된 글이 포함되어 있습니다.
- 아이봉수(阿爾烽燧) 발굴기 (당초 이길봉수(爾吉烽燧 1987.5.19 경상남도 기념물 제84호) http://blog.daum.net/choyeungart/63 보관됨 2016-02-07 - 웨이백 머신

## 같이 보기
- 기장 남산봉수대 - 부산광역시 문화재자료 제2호

## 참고 자료
- 기장 아이봉수대 - 국가유산청 국가유산포털